# كينيتشي سوزوكي (مصارع رياضي)
كينيتشي سوزوكي (باليابانية: 鈴木賢一) هو مصارع رياضي ياباني، ولد في 16 فبراير 1969.

## وصلات خارجية
- كينيتشي سوزوكي على موقع أوليمبيديا (الإنجليزية)